# Fenrir (Mond)
Fenrir (auch Saturn XLI) ist einer der kleineren äußeren Monde des Planeten Saturn.

## Entdeckung
Die Entdeckung von Fenrir durch David C. Jewitt, Scott S. Sheppard, Jan Kleyna und Brian G. Marsden auf Aufnahmen vom 13. Dezember 2004 bis zum 5. März 2005 wurde am 3. Mai 2005 bekannt gegeben. Fenrir erhielt zunächst die vorläufige Bezeichnung S/2004 S 16. Im April 2007 wurde der Mond dann nach dem Fenriswolf, dem Vater der riesigen Wölfe Skalli (auch Skoll) und Hati und Sohn des Gottes Loki, aus der nordischen Mythologie benannt.

## Bahndaten
Fenrir umkreist Saturn auf einer retrograden exzentrischen Bahn in rund 1260,3 Tagen. Die Bahnexzentrizität beträgt 0,136, wobei die Bahn mit 164,9° gegen die Ekliptik geneigt ist.

## Aufbau und physikalische Daten
Fenrir besitzt einen Durchmesser von etwa 4 km.